# ヘレナ島
ヘレナ島（ヘレナとう、Helena Island）は、カナダ北極諸島北部、クイーンエリザベス諸島を構成する島のひとつ。バサースト島の北方、北緯76度39分西経101度04分に位置し、ヌナブト準州に属する。面積は 326 km2である。